# Oriente Petrolero
Oriente Petrolero is een Boliviaanse voetbalclub uit Santa Cruz de la Sierra, die zijn thuiswedstrijden speelt in het Estadio Ramón Tahuichi Aguilera.
De club werd opgericht op 5 november 1955 door medewerkers van de Boliviaanse oliemaatschappij (YPFB). De club werd viermaal kampioen van Bolivia, in 1979, 1990, 2001 en 2004-C. Op internationaal niveau is de beste prestatie het bereiken van de kwartfinale van de Copa Libertadores.
De grootste rivaal van de club is Club Blooming, eveneens afkomstig uit Santa Cruz de la Sierra.

## Erelijst

##### Professioneel tijdperk
- Landskampioen (4)

1979, 1990, 2001, 2010

##### Semi-professioneel tijdperk
- Copa Simón Bolívar (1)

1971

## Trainer-coaches
| Naam                    | Begonnen         | Vertrokken       | Wedstrijden | Wedstrijden | Wedstrijden |
| Naam                    | Begonnen         | Vertrokken       | Comp.       | Beker       | Inter.      |
| ----------------------- | ---------------- | ---------------- | ----------- | ----------- | ----------- |
| Carlos Aragonés         | 2004             | 2004             |             |             |             |
| Carlos Ramacciotti      | 1 juli 2011      | 14 februari 2012 |             |             |             |
| Erwin Sánchez           | 15 februari 2012 | 31 december 2012 |             |             |             |
| Roberto Pompei          | 1 januari 2013   | 12 november 2013 |             |             |             |
| Marco Barrero (interim) | 12 november 2013 | 31 december 2013 |             |             |             |
| Tabaré Silva            | 1 januari 2014   | 30 juni 2014     |             |             |             |